# Qraqeb
Las  qraqeb (lengua árabe, قراقب) son un instrumento musical característico de la música gnawa de Marruecos. 
Lo forman dos piezas de metal unidas entre sí por una argolla. Cada una de esas piezas consiste en dos discos abombados de unos 10 cm de diámetro unidos por una tija, todo ello fundido en una misma pieza de metal. El conjunto se asemeja, pues, a dos pares de crótalos unidos entre sí. El ejecutor agarra las qraqeb por la tija, asegurando los dedos por medio de unos cordones, y golpea las dos partes del instrumento una contra otra, produciendo un ruido de castañeteo, que es al oído considerablemente más recio y metálico que el que suelen producir los característicos crótalos usados en la danza árabe. 
La palabra qraqeb es la pronunciación coloquial de qarāqib, plural de qarqaba, «címbalo».
- Datos: Q1371129
- Multimedia: Krakebs / Q1371129